# Nels Cline
Nels Cline (Los Angeles, 4 januari 1956) is een Amerikaanse gitarist en componist.

## Biografie
Cline speelde al vanaf jonge leeftijd met zijn tweelingbroer, de percussionist Alex Cline. Als twintiger jamde hij al met Tommy Bolin en Oz Noy (TB & Friends, Flying Fingers). Hij studeerde af aan de University Senior High School in Los Angeles, waar hij actief bleef. Samen met zijn broer, de violist Jeff Gauthier en de bassist Eric Von Essen, richtte hij in 1979 de band Quartet Music op. In 1983 vormde hij ook de band Bloc met Steuart Liebig. Hij nam deel aan verschillende Vinnie Golia-projecten en richtte zijn eigen trio The Nels Cline Singers (Initiate) op, aanvankelijk gericht op fusionjazz, en bleef zijn expressiemogelijkheden verminderen, totdat hij een hard en minimalistisch geluid bereikte, dat hij vaak in duo-projecten uitvoerde met Thurston Moore en Elliott Sharp. Hij is lid van de band Banyan. Hij werkte ook samen met Charlie Haden, Wadada Leo Smith, Tim Berne, Stacy Rowles, Jessica Lurie en Steuart Liebig, maar ook met Mike Watt en Willie Nelson. Op het album Interstellar Space Revisited van Gregg Bendian bracht hij het deel van John Coltrane over op gitaar. Een soortgelijke rol had hij op het album Electric Ascension (2003), dat het Rova Saxophone Quartet met gasten opnam. In het Acoustic Guitar Trio met Jim McAuley en Rod Poole hield hij zich bezig met microtonale improvisatie. Sinds 2004 is Cline leadgitarist van de Amerikaanse onafhankelijke rockband Wilco. In 2013 nam hij met Medeski, Martin & Wood Woodstock Sessions, Vol. 2 op, dat in 2014 werd uitgebracht. Wolf Kampmann omschrijft Cline als een van de weinige stijlbepalende jazzgitaristen aan de Amerikaanse westkust. In 2007 plaatste het tijdschrift Rolling Stone hem onder de nieuwe topgitaristen. In 2011 noemde de Rolling Stone Cline als 82e van de 100 beste gitaristen aller tijden.

## Discografie

### Als leader
- 1981: Elegies met Eric von Essen (Nine Winds)
- 1988: Angelica (Enja)
- 1992: Silencer (Enja)
- 1995: Ground (Krown Pocket)
- 1996: Chest (Little Brother)
- 1997: Pillow Wand met Thurston Moore (Little Brother)
- 1997: In-Store met Thurston Moore (Father Yod/W.D.T.C.H.C.)
- 1998: Rise Pumpkin Rise met Devin Sarno, (Volvolo)
- 1998: Sad (Little Brother)
- 1999: Interstellar Space Revisited met Gregg Bendian (Atavistic)
- 2000: The Inkling (Cryptogramophone)
- 2000: Destroy All Nels Cline (Atavistic)
- 2002: Instrumentals (Cryptogramophone)
- 2004: Ash and Tabula met Andrea Parkins Tom Rainey (Atavistic)
- 2004: The Entire Time met Vinny Golia (Nine Winds)
- 2004: Buried On Bunker Hill met Devin Sarno (Ground Fault)
- 2004: Graduation met Chris Corsano, Carlos Giffoni (free103point9)
- 2004: The Giant Pin (Cryptogramophone)
- 2005: Banning + Center met Jeremy Drake (Experimental Music Research)
- 2005: Immolation & Immersion met Wally Shoup & Chris Corsano (Strange Attractors)
- 2006: Four Guitars Live met Ranaldo/Giffoni/Moore (Important)
- 2006: New Monastery (Cryptogramophone)
- 2007: Draw Breath (Cryptogramophone)
- 2007: Suite: Bittersweet met Wally Shoup & Greg Campbell (Strange Attractors)
- 2007: Downpour met Andrea Parkins, Tom Rainey (Victo)
- 2007: Duo Milano met Elliott Sharp,(Long Song)
- 2007: Nothing Makes Any Sense met Giffoni Licht Ranaldo (No Fun)
- 2009: Coward (Cryptogramophone)
- 2009: Elevating Device met G.E. Stinson (Sounds Are Active)
- 2010: Dirty Baby (Cryptogramophone)
- 2010: The Celestial Septet (New World)
- 2010: Initiate (Cryptogramophone)
- 2012: Jazz Free met Henry Kaiser (There)
- 2012: Open the Door met Elliott Sharp (Public Eyesore)
- 2012: The Gowanus Session met Thollem/Parker (Porter)
- 2014: Room met Julian Lage (Mack Avenue)
- 2014: Macroscope (Mack Avenue)
- 2015: Radical Empathy met Thollem/Wimberly (Relative Pitch)
- 2016: Molecular Affinity met Thollem/Oliveros (Roaratorio)
- 2016: Lovers (Blue Note)
- 2018: Currents, Constellations (Blue Note)
- 2020: Gowanus Sessions II met Thollem/Parker (ESP Disk)

Met Acoustic Guitar Trio
- 2001: Acoustic Guitar Trio (Incus)
- 2009: Vignes (Long Song)

Met Banyan
- 1997: Banyan (CyberOctave)
- 1999: Anytime at All (CyberOctave)
- 2004: Live at Perkins' Palace (Sanctuary)

Met Quartet Music
- 1981: Quartet Music (Nine Winds)
- 1984: Ocean Park (Nine Winds)
- 1986: Window On the Lake (Nine Winds)
- 1989: Summer Night (Delos)

Met Wilco
- 2005: Kicking Television: Live in Chicago (Nonesuch)
- 2007: Sky Blue Sky (Nonesuch)
- 2009: Wilco (The Album) (Nonesuch)
- 2011: The Whole Love (dBpm)
- 2014: Alpha Mike Foxtrot (Nonesuch)
- 2015: Star Wars (dBpm)
- 2016: Schmilco (dBpm)
- 2019: Ode to Joy (dBpm)

Met andere bands
- 1985: Rhythm Plague, Dressed for the Apocalypse (Killzone Music)
- 1991: Bloc, In the Free Zone (A&M)
- 1996: A Thousand Other Names, A Thousand Other Names (Birdcage)
- 1997: Geraldine Fibbers, Butch (Virgin)
- 2005: Rova::Orkestrova, Electric Ascension (Atavistic)
- 2005: Solo Career, Season Finale (Box-o-Plenty)
- 2006: Damsel, Distressed Temporary (Residence)
- 2009: West Coast Modern Day Punk Rock Orchestra, Correspondence (Elastic)
- 2010: Floored by Four, Floored by Four (Chimera Music)
- 2010: Rova, The Celestial Septet (New World)
- 2011: bb&c, The Veil (Cryptogramophone)
- 2016: Rova Channeling Coltrane, Electric Ascension & Cleaning the Mirror (RogueArt)
- 2017: Big Walnuts Yonder, Big Walnuts Yonder (Sargent House)
- 2017: Geraldine Fibbers, Lost Somewhere Between the Earth and My Home (Virgin/Universal)
- 2017: Satoko Fujii Orchestra New York, Fukushima (Libra)
- 2019: Cup, Spinning Creature (Northern Spy)
- 2019: Exoterm, Exits into a Corridor (Hubro)
- 2019: Radical Empathy Trio, Reality and Other Imaginary Places (ESP Disk)
- 2019: Satoko Fujii Orchestra New York, Entity (Libra)
- 2019: Stretch Woven, Stretch Woven (Alstro)

### Als sideman
Met Scott Amendola
- 2003: Cry (Cryptogramophone)
- 2005: Believe (Cryptogramophone)
- 2015: Fade to Orange (Sazi)

Met Gregg Bendian
- 1996: Gregg Bendian's Interzone (Eremite)
- 2000: Myriad (Atavistic)
- 2001: Requiem for Jack Kirby (Atavistic)

Met Ben Goldberg
- 2013: Unfold Ordinary Mind (BAG)
- 2015: Orphic Machine (BAG)
- 2019: Good Day for Cloud Fishing (Pyroclastic)

Met Jeff Gauthier
- 2002: Mask (Cryptogramophone)
- 2006: One and the Same (Cryptogramophone)
- 2008: House of Return (Cryptogramophone)
- 2011: Open Source (Cryptogramophone)

Met Vinny Golia
- 1979: Openhearted (Nine Winds)
- 1993: Against the Grain (Nine Winds)
- 1995: Razor (Nine Winds)
- 1997: Nation of Laws (Nine Winds)
- 2004: One Three Two (Jazz'Halo)

Met Bobby Previte
- 2014: Terminals (Cantaloupe Music)
- 2018: Rhapsody (RareNoise)
- 2020: Music from the Early 21st Century (RareNoise)

Met Mike Watt
- 1995: Ball-Hog or Tugboat? (Columbia)
- 1995: Big Train (Columbia)
- 1997: Contemplating the Engine Room (Columbia)

Met anderen
- 1980: Tim Berne, 7X (Empire)
- 1984: Julius Hemphill, Georgia Blue (Minor Music)
- 1986: John Fumo, After the Fact (Nine Winds)
- 1991: Dennis Gonzalez, The Earth and the Heart (Konnex)
- 1993: Firehose, Mr. Machinery Operator (Columbia)
- 1994: Deborah Holland, Freudian Slip (Dog & Pony)
- 1996: Joel Harrison, 3 + 3 = 7 (Nine Winds)
- 1996: Osamu Kitajima, Beyond the Circle (CyberOctave)
- 1997: Wayne Kramer, Citizen Wayne (Epitaph)
- 1998: Henry Kaiser & Wadada Leo Smith, Yo Miles! (Shanachie)
- 1998: Mary Lou Lord, Got No Shadow (Work)
- 2001: Alex Cline, The Constant Flame (Cryptogramophone)
- 2001: Steuart Liebig, Pomegranate (Cryptogramophone)
- 2002: Mia Doi Todd, The Golden State (Columbia)
- 2003: Carla Bozulich, Red Headed Stranger (Dicristina Stair Builders)
- 2003: John Zorn, Voices in the Wilderness (Tzadik)
- 2003: Noe Venable, The World Is Bound by Secret Knots (Petridish)
- 2003: Rickie Lee Jones, The Evening of My Best Day (V2)
- 2004: Blue Man Group, The Complex (Lava)
- 2004: Lydia Lunch, Smoke in the Shadows (Breakin Beats)
- 2004: Carla Bozulich, I'm Gonna Stop Killing (DiCristina Stair Builders)
- 2005: Dean De Benedictis, Salvaging the Past (Spotted Peccary)
- 2005: Wayne Peet, Live at Al's Bar (pfMENTUM)
- 2006: Jeff Tweedy, Sunken Treasure (Nonesuch)
- 2006: Matt Ellis, Tell the People (Krow Pie)
- 2006: Ramblin' Jack Elliott, I Stand Alone (Anti)
- 2006: The Autumn Defense, The Autumn Defense (Broken Horse)
- 2006: Todd Sickafoose, Blood Orange (Secret Hatch)
- 2007: Alan Pasqua, The Antisocial Club (Cryptogramophone)
- 2007: Eleni Mandell, Miracle of Five (Zedtone)
- 2007: M. Ward, To Go Home (4AD)
- 2008: Huntsville, Eco, Arches & Eras (Rune Grammofon)
- 2008: Steven Bernstein, Diaspora Suite (Tzadik)
- 2009: 7 Worlds Collide, The Sun Came Out (Oxfam/Sony)
- 2009: Bobb Bruno, Dreamt On (Vosotros)
- 2009: Wadada Leo Smith, Spiritual Dimensions (Cuneiform)
- 2011: Tinariwen, Tassili (V2)
- 2012: Billy Bragg & Wilco, Mermaid Avenue Vol. III (Nonesuch)
- 2012: Jherek Bischoff, Composed (Brassland)
- 2012: Lee Ranaldo, Between the Times and the Tides (Matador)
- 2012: Martha Wainwright, Come Home to Mama (Cooperative Music)
- 2012: Rufus Wainwright, Out of the Game (Decca)
- 2012: Jherek Bischoff, Scores: Composed Instrumentals (Leaf 2012)
- 2013: Retribution Gospel Choir, 3 (Chaperone)
- 2013: Yoko Ono, Take Me to the Land of Hell (Chimera Music)
- 2014: Buffalo Daughter, Konjac-Tion (U/M/A/A)
- 2014: Cibo Matto, Hotel Valentine (Chimera Music)
- 2014: Jim Keller, Heaven Can Wait (Elisha James/Orange Mountain)
- 2014: Medeski Martin & Wood, Woodstock Sessions Vol. 2 (Woodstock Sessions)
- 2015: Adam Rudolph, Turning Towards the Light (Cuneiform)
- 2016: Ornette Coleman, Celebrate Ornette (Song X)
- 2017: Jim Campilongo, Live at Rockwood Music Hall NYC (Blue Hen)
- 2017: Linda Perhacs, I'm A Harmony (Omnivore)
- 2017: Lee Ranaldo, Electric Trim (Mute)
- 2018: Chris Lightcap, Superette (Royal Potato Family)
- 2018: Harmony Rockets, Lachesis & Clotho & Atropos (Tompkins Square)
- 2018: Michael Leonhart, The Painted Lady Suite (Sunnyside)
- 2019: Chris Stamey, New Songs for the 20th Century (Omnivore)
- 2019: Kris Davis, Diatom Ribbons (Pyroclastic)
- 2019: Larry Ochs, What Is to Be Done (Clean Feed)
- 2019: Tedeschi Trucks Band, Beacon Bits 2019 (Nugs.net)
- 2019: Michael Leonhart, Suite Extracts Vol.1 (Sunnyside)
- 2019: Wayne Peet, What The? (pfMENTUM)